# 鳄目
鱷目（学名：Crocodilia）通称为鳄鱼，是典型的大型食肉動物，屬於脊索动物门蜥形綱。分佈於熱帶到亞熱帶的河川、湖泊、海岸中，現存25種。

## 生理学

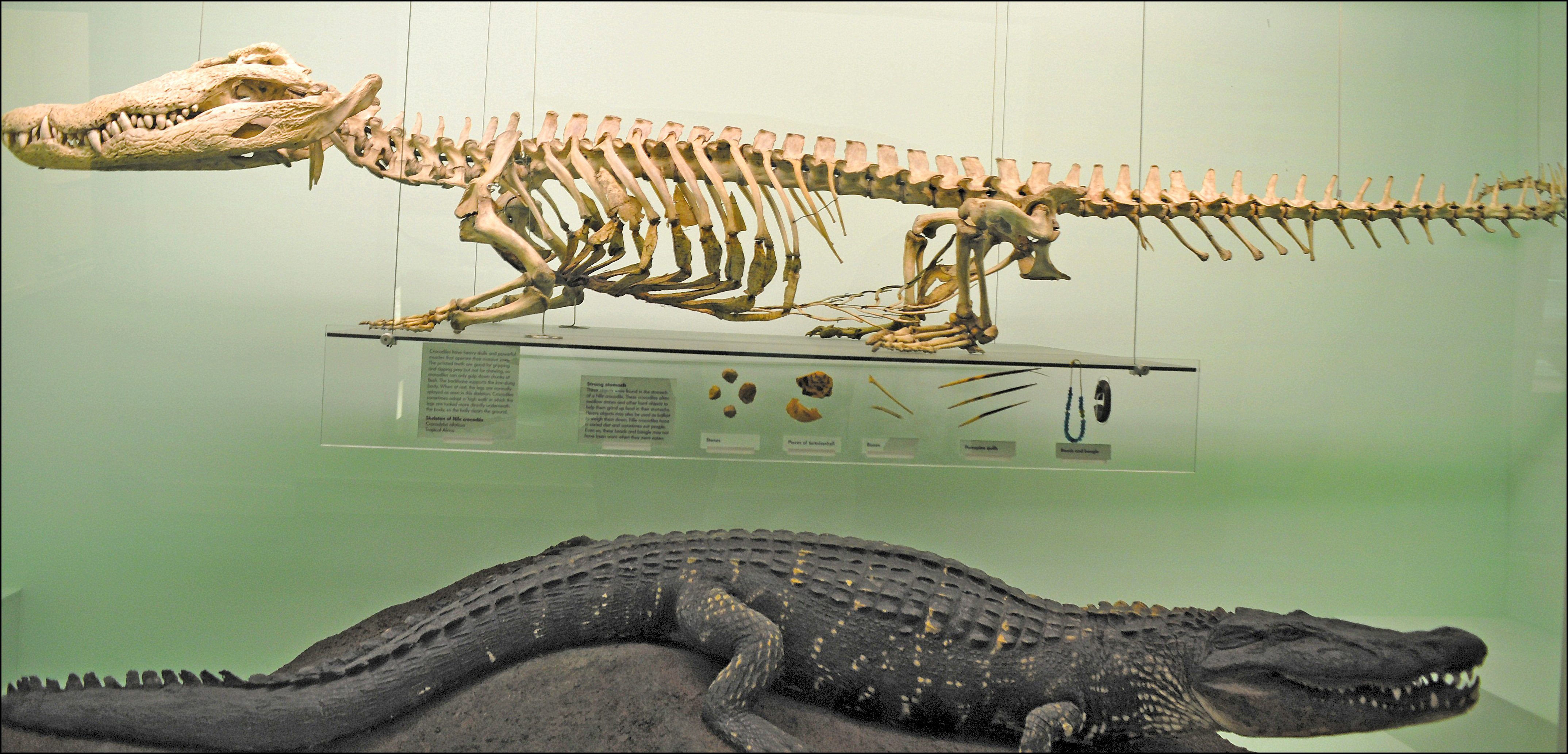
尼罗鳄的骨架

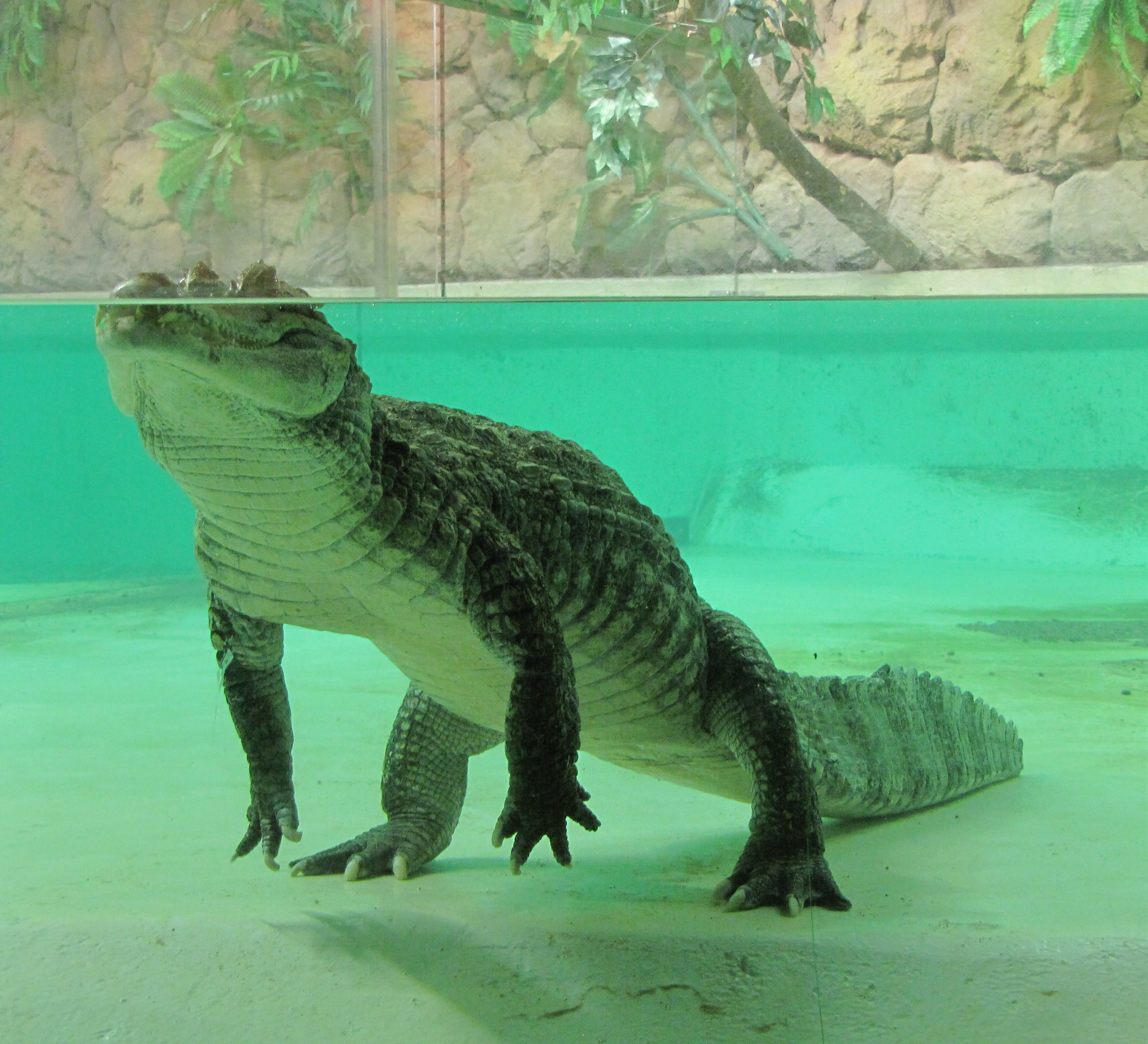
鳄鱼可以隐藏在水中，只有鼻孔、眼睛和耳孔露出水面。

鱷目的体长范围从1.2米到7米；一些史前物种，例如晚白垩世的恐鳄，体长可达约10米以上，可重达3.5吨。鱷目具有两性异形特征，雄性的体型一般比雌性大。虽然口鼻和牙齿形状各不相同，但鳄目所有物种都具有基本相同的身体形态，皮肤覆盖粗大的鱗片，口鼻细长扁平以及尾巴形状侧扁有力。
鳄目的眼睛、耳孔和鼻孔位于头顶，这构造使得它们的大部分身体能够淹没在水下。鳄目具有可以在低光照条件下增强视力的照膜，虽然视力在空气环境中相当不错，但在水下环境中会明显减弱。其他脊椎动物中的眼部中央凹通常是圆形的；在鳄鱼中，它是横跨视网膜中部的水平条。当身体完全浸没时，瞬膜会覆盖其眼睛。此外，瞬膜上的腺体分泌一种具有润滑作用的液体，可以保持眼睛清洁；当离开水和干燥脱落时，这种液体就像“泪水”一样可见。
耳孔适合在空气环境和水下环境工作，耳膜可受到被肌肉打开或关闭的皮瓣保护。鳄目的听觉范围很广，灵敏度可与大多数鸟类和部分哺乳动物相媲美。
鳄目只有一个嗅觉系统，成体中没有犁鼻器；表明所有嗅觉感知仅限于嗅觉系统。行为和嗅觉实验表示，鳄目可以检测到空气传播和水溶性的化学物质，会使用嗅觉系统进行狩猎。
发达的三叉神经使它们能够检测水中的振动（例如由潜在猎物制造的振动）。舌头不能自由移动，但舌头可通过折叠固定。鳄目的大脑相当小，但它的学习能力比大多数爬行动物更强。它们缺乏哺乳动物的声带和鸟类的鸣管，但可以通过在喉部振动三个皮瓣来产生声音。鳄目似乎已经失去了松果体，但仍会分泌出褪黑素。
鳄鱼孵化的性别与溫度有關，攝氏在未滿30度，生出來都是母的；攝氏在小於等於30至34度之間，生出來公母不定；攝氏在超過34度，生出來都是公的。

## 分布與习性
鳄鱼屬於變溫動物，是食物鏈上的頂級掠食者，除歐洲及南極洲無野生種群外分布在世界各大洲中低緯度的土地上，喜欢栖息于河流、湖泊、沼泽中有大量水域的環境或生活于丘陵中的潮湿地带，鱷魚是典型的伏擊動物。發現獵物時，會将頭部以下的身體部位躲藏到水面下，再慢慢靠近獵物，用嘴咬住獵物将其拖入水中溺死。鱷魚會使用一種叫死亡翻轉的動作將獵物肢解成小塊，以便鱷魚進行吞咽，即用強大的下顎緊緊地咬住獵物，然後盡全力旋轉身體，用旋轉的力量把肉從獵物身上撕扯下來。鳄鱼能够接受附近的其他鱷魚来分享食物，这有助于提高整个鳄鱼种群的生存能力。

## 天敵
人類是鱷魚最大的敵人，除了因為鱷魚的皮肉而不停獵殺鱷魚外，城市發展亦破壞鱷魚原本的棲息地。部分地方如美國南部及澳洲一些已開發的城市由於鄰近鱷魚棲息的沼澤地，人鱷接觸的機會增加，人類被鱷魚攻擊的事件不絕，亦導致鱷魚被捕殺。
大型的貓科動物，如獅子、老虎及豹都會獵食鱷魚，牠們會從後撲向鱷魚並咬住鱷魚的後頸令牠無法掙脫，即使在淺水區，鱷魚面對以上的大型貓科動物亦沒有優勢，但若這些貓科動物在水邊喝水或渡河時都經常被鱷魚獵殺。
鱷魚在水中亦有天敵。大型鯊魚，如大白鯊和鼬鯊會攻擊鱷魚，而無論在海水和淡水，鱷魚會遭到公牛鯊的攻擊。鱷魚面對水獺有體型優勢，但水獺身手靈活，加上是群體動物，經常會聯群攻擊鱷魚，即使是大型鱷魚亦無法威脅牠們。在非洲地區，鱷魚最大的天敵是河馬，河馬的體型及重量都比鱷魚優勝，加上強大的咬合力，鱷魚經常會命喪河馬嘴下(但是實際上並沒有河馬殺死鱷魚的紀錄）。在亞馬遜地區，鱷魚亦要面對森蚺和美洲豹的威脅。大部分未成年的鱷魚，都會成為蟒蛇及其他成年同類的食物。

## 經濟價值
鱷魚肉在亞洲是常見的珍餚，鱷魚皮則會被加工成許多不同製品。現今也有爬蟲愛好者將其作為爬寵飼養。

## 分類

### 包括化石种群的分類
- †北方鳄属 Borealosuchus
- †跑鳄科 Pristichampsidae
  - †跑鱷屬 Pristichampsus
- †平顶鳄科 Planocraniidae
  - †平顶鳄属 Planocrania
  - †锯鳄属 Boverisuchus
- †原双犬齿鳄属 Prodiplocynodon
- †亚洲鳄属 Asiatosuchus
  - † Asiatosuchus germanicus Berg, 1966
  - † Asiatosuchus grangeri Mook, 1940
  - †南岭亚洲鳄 Asiatosuchus nanlingensis Young, 1964
  - † Asiatosuchus oenotriensis Narváez, de Celis, Escaso, de Jesús, Pérez-García & Ortega, 2024[14]
- 短吻鳄总科 Alligatoroidea
  - †莱迪氏鳄属 Leidyosuchus
  - †双犬齿鳄亚科 Diplocynodontinae
    - †双犬齿鳄属 Diplocynodon

  - †球齿鳄类 Globidonta
    - †塔吉克鳄属 Tadzhikosuchus
    - †恐鳄属 Deinosuchus
    - †斯坦格鳄属 Stangerochampsa
    - †短鳄属 Brachychampsa
    - 纳瓦霍鳄属 Navajosuchus (extinct)

  - †东方鳄类 Orientalosuchina
    - †宽颅鳄属 Eurycephalosuchus
    - †原短吻鳄属 Protoalligator
    - †始短吻鳄属 Eoalligator
    - †东方鳄属 Orientalosuchus
    - †东南鳄属 Dongnanosuchus

  - 短吻鳄科 Alligatoridae
    - 短吻鱷亞科 Alligatorinae
      - †阿德鼍属 Ahdeskatanka
      - 短吻鳄属 Alligator
      - 异颌鳄属 Allognathosuchus (extinct)
      - 阿兰堡鳄属 Arambourgia (extinct)
      - †角鱷屬 Ceratosuchus
      - 金鳄属 Chrysochampsa (extinct)
      - 哈西亚科鳄属 Hassiacosuchus (extinct)
      - 甲米鳄属 Krabisuchus (extinct)
      - †前凯门鳄属 Procaimanoidea
      - 旺纳甘鳄属 Wannaganosuchus (extinct)
      - †西班牙鳄属 Hispanochampsa

    - 凱門鱷亞科 Caimaninae
      - †阿克里鳄属 Acresuchus
      - †世纪鳄属 Centenariosuchus
      - †原凯门鳄属 Protocaiman
      - †巴拉那凯门鳄属 Paranacaiman
      - †碾凯门鳄属 Kuttanacaiman
      - †博托鳄属 Bottosaurus
      - †小鼻鳄属 Gnatusuchus
      - †库莱布拉鳄属 Culebrasuchus
      - †始凯门鳄属 Eocaiman
      - †球齿鳄属 Globidentosuchus
      - †奇纳提鳄属 Chinatichampsus
      - 古鳄属 Paleosuchus
      - †普鲁斯鳄属 Purussaurus
      - †莫拉氏鱷屬 Mourasuchus
      - †死灵鳄属 Necrosuchus
      - †直颊鳄属 Orthogenysuchus
      - †魔怪鳄属 Tsoabichi
      - 凯门鳄属 Caiman
      - 黑鳄属 Melanosuchus
- †马氏鳄亚科 Mekosuchinae
  - †南方鱷屬（英语：Australosuchus） Australosuchus
  - †巴氏邪鱷屬（英语：Baru） Baru
  - †尺寸鱷屬（英语：Harpacochampsa） Harpacochampsa
  - †矛额鳄属（英语：Kalthifrons） Kalthifrons
  - †神原氏鳄属（英语：Kambara） Kambara
  - †馬氏鱷屬（英语：Mekosuchus） Mekosuchus
  - †沼王鱷屬 Paludirex
  - †金卡納鱷屬 Quinkana
  - †三棱鱷屬（英语：Trilophosuchus） Trilophosuchus
  - †极狭鳄属（英语：Ultrastenos） Ultrastenos
  - †斐濟陸鱷屬（英语：Volia） Volia
- 长吻鳄类 Longirostres
  - 长吻鳄总科 Gavialoidea
    - ?†磷酸鳄属 Ocepesuchus
    - ?†长鳄属 Dolichochampsa
    - †肯提鳄属 Kentisuchus
    - †副切喙鳄屬 Paratomistoma
    - †摩洛哥鳄属 Maroccosuchus
    - †新多罗鳄属 Dollosuchoides
    - †牙买加鳄属 Xaymacachampsa
    - 长吻鳄科 Gavialidae
      - 长吻鳄亚科 Gavialinae
        - 長吻鱷屬 Gavialis
        - †始长吻鳄属 Eogavialis
        - †韩愈鳄属 Hanyusuchus
        - †喙嘴鳄属 Rhamphosuchus
        - †丰玉姬鳄属 Toyotamaphimeia
        - †尺寸鳄属 Harpacochampsa
        - †海滨鳄属 Aktiogavialis
        - †钩鼻鳄属 Gryposuchus
        - †达达长吻鳄属 Dadagavialis
        - †黃昏長吻鱷屬 Hesperogavialis
        - †伊堪长吻鳄属 Ikanogavialis
        - †皮斯克长吻鳄属 piscogavialis
        - †锡基西克鳄属 Siquisiquesuchus
        - †赛特鳄属 Sutekhsuchus

      - 切喙鱷亞科 Tomistominae
        - †梅丽特鳄属 Melitosaurus
        - †加伏特鱷屬 Gavialosuchus
        - †鞘鳄属 Thecachampsa
        - †多罗鳄属 Dollosuchus
        - †费尔干纳鳄属 Ferganosuchus
        - †渊王鳄属 Gungamarandu
        - †茂名鳄属 Maomingosuchus
        - †巨齿鳄属 Megadontosuchus
        - 切喙鱷屬 Tomistoma

  - 鳄总科 Crocodyloidea
    - †阿尔伯特鳄属 Albertosuchus
    - †戾鳄属 Astorgosuchus
    - †腕鳄属 Brachyuranochampsa
    - †亚洲鳄属 Asiatosuchus
    - †原雙犬齒鱷屬 Prodiplocynodon
    - †潜山鳄属 Qianshanosuchus
    - †江西鳄属 Jiangxisuchus
    - 鳄科 Crocodylidae
      - 鳄亚科 Crocodylinae
        - †阿尔达布拉鳄属 Aldabrachampsus
        - 鳄属 Crocodylus
        - †沃亚鳄属 Voay

      - 侏儒鳄亚科 Osteolaeminae
        - †真槽齿鳄属 Euthecodon
        - ?狭吻鳄属 Mecistops (proposed)
        - 侏儒鳄属 Osteolaemus
        - †裂谷鳄属 Rimasuchus
        - †布罗鳄属 Brochuchus
        - †金扬鳄属 Kinyang

### 鼍科（短吻鱷科） Alligatoridae
- 鼉亞科 Alligatorinae
  - 鼉屬 Alligator
    - 鼉（揚子鱷）[註 1] Alligator sinensis
    - 密河鱷（美州短吻鱷）Alligator mississippiensis
- 凱門鱷亞科 Caimaninae
  - 凱門鱷屬 Caiman
    - 眼鏡凱門鱷 Caiman crocodilus
    - 巴拉圭凱門鱷 Caiman yacare
    - 寬吻凱門鱷 Caiman latirostros

  - 古鱷屬 Paleosuchus
    - 钝吻古鳄 Paleosuchus palpebrosus
    - 锥吻古鳄 Paleosuchus trigonatus

  - 黑鱷屬 Melanosuchus
    - 黑凱門鱷 Melanosuchus niger

### 鱷科Crocodylidae
- 鱷亞科 Crocodylinae
  - 鱷屬 Crocodylus
    - 美洲鱷 Crocodylus acutus
    - 奧利諾科鱷 Crocodylus intermedius
    - 澳洲淡水鱷 Crocodylus johnstoni
    - 菲律賓鱷 Crocodylus mindorensis
    - 瓜地馬拉鱷（莫瑞雷鳄） Crocodylus moreletii
    - 尼羅鱷 Crocodylus niloticus
    - 新幾內亞鱷 Crocodylus novaeguineae
    - 沼澤鱷 Crocodylus palustris
    - 灣鱷 Crocodylus porosus
    - 古巴鱷 Crocodylus rhombifer
    - 暹羅鱷 Crocodylus siamensis
    - 西非尼罗鳄Crocodylus suchus
- 侏儒鳄亚科 Osteolaeminae
  - 侏鱷屬 Osteolaemus
    - 侏鱷 Osteolaemus tetraspis

  - ?狭吻鳄属 Mecistops
    - 非洲狭吻鳄 Mecistops cataphractus
    - 细嘴狭吻鳄 Mecistops leptorhynchus

### 長吻鱷科Gavialidae
- 切喙鱷屬 Tomistoma
  - 馬來長吻鱷 Tomistoma schlegelii
- 長吻鱷屬 Gavialis
  - 恆河鱷 Gavialis gangeticus

## 保育狀況
除被列入附录Ⅰ的所有种，其他种被列為《瀕危野生動植物種國際貿易公約》附錄二的物種，被限制出口及貿易。

## 延伸阅读
[在维基数据编辑]
 《欽定古今圖書集成·博物彙編·禽蟲典·鱷魚部》，出自陈梦雷《古今圖書集成》